# Melissodes saponellus
Melissodes saponellus är en biart som beskrevs av Cockerell 1908. Melissodes saponellus ingår i släktet Melissodes och familjen långtungebin. Inga underarter finns listade i Catalogue of Life.